# André Schaeffner
André Schaeffner (ur. 7 lutego 1895 w Paryżu, zm. 11 sierpnia 1980 tamże) – francuski muzykolog.

## Życiorys
W latach 1921–1924 uczył się gry na fortepianie i kompozycji u Vincenta d’Indy’ego w Schola Cantorum w Paryżu. Następnie studiował archeologię w École de Louvre oraz etnologię u Marcela Maussa w Institut d’Ethnologie. Od 1934 do 1937 roku studiował także religioznawstwo w École pratique des hautes études, gdzie w 1940 roku uzyskał dyplom. W 1929 roku z jego inicjatywy powołano oddział etnomuzykologiczny w Musée d’Ethnographie, przekształcony później w Musée de l’Homme, którym kierował do 1965 roku. Między 1931 a 1958 rokiem zorganizował sześć ekspedycji badawczych do Afryki. Pracował jako bibliotekarz w bibliotece konserwatorium (1932–1941) i w Centre National de la Recherche Scientifique (1941–1965). Od 1936 do 1943 roku wykładał w Institut d’Ethnologie. W latach 1943–1945 pełnił funkcję dyrektora artystycznego Pléiade Concerts. Od 1948 do 1958 roku był wiceprzewodniczącym, a w latach 1958–1961 przewodniczącym Société Française de Musicologie. W 1960 roku został członkiem honorowym Royal Anthropological Institute of Great Britain.
W swojej pracy badawczej zajmował się kulturą muzyczną społeczności oralnych, a także twórczością Richarda Wagnera, Claude’a Debussy’ego, Igora Strawinskiego i Francisa Poulenca. Interesował się także organolologią, opracował własny system klasyfikacji instrumentów muzycznych, dzieląc je na dwie klasy: z drgającym ciałem stałym oraz takie, w których ciałem drgającym jest powietrze. Opublikował prace Origine des instruments de musique (Paryż 1936; nowe wyd. 1994) i Les Kissi. Une société noire et ses instruments de musique (Paryż 1951) oraz monografię poświęconą Igorowi Strawinskiemu (Paryż 1931). Był redaktorem naczelnym francuskiego wydania leksykonu muzycznego Hugo Riemanna (Dictionnaire de musique, Paryż 1931).